# Auchan
Auchan SA (Ошан, стилізовано для мов з кириличною абеткою Ашан) — французька мережа супермаркетів та гіпермаркетів, яка представлена в багатьох країнах світу. Штаб-квартира — в місті Лілль (Франція).
23 лютого 2023 року Auchan було внесено до переліку міжнародних спонсорів війни. 

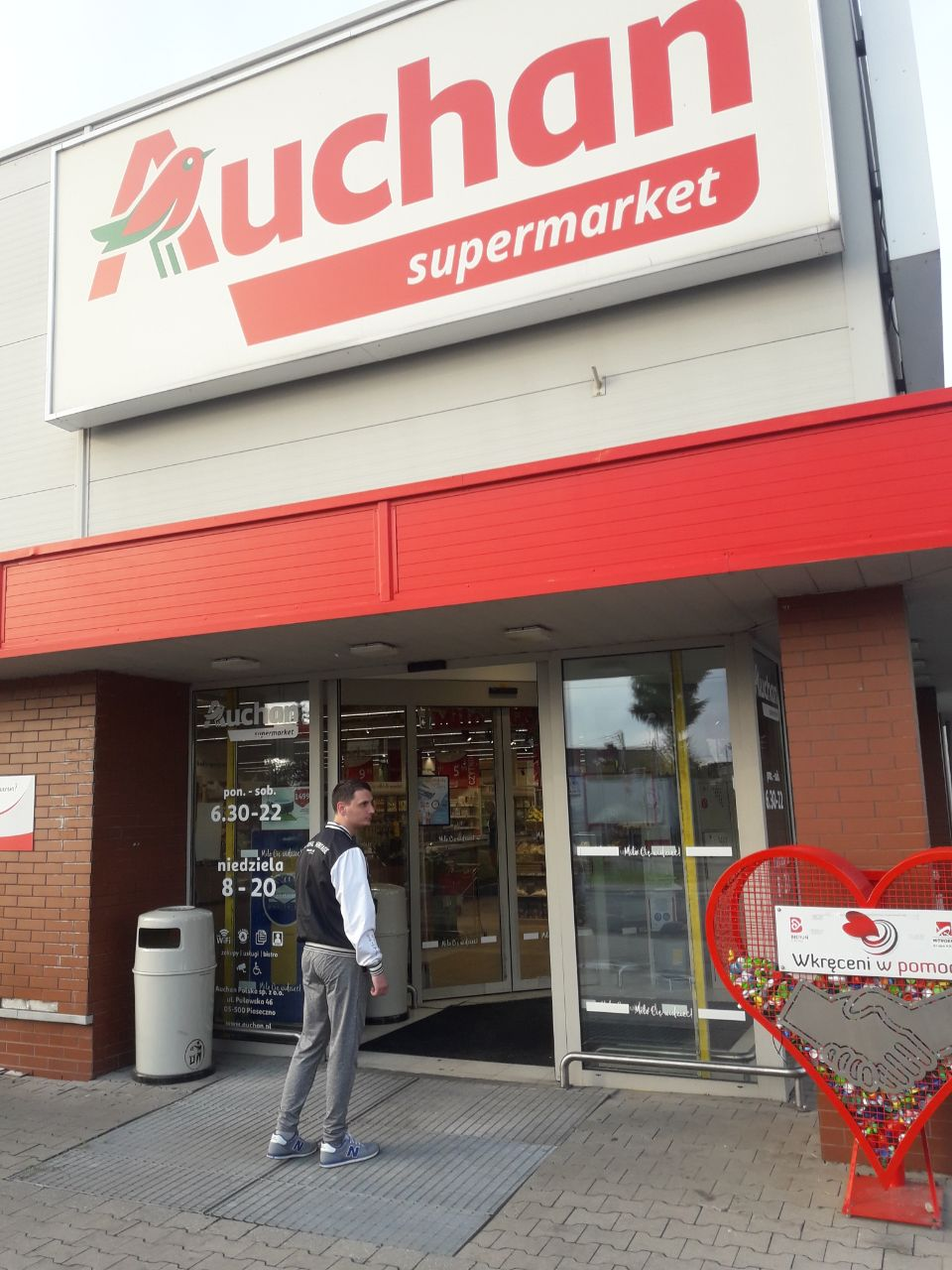
Один з гіпермаркетів «Ашан»

## Ашан Україна
6 березня 2007 року було офіційно оголошено про відкриття представництва «Ашан» в Україні.
29 березня 2008 року відбулося відкриття першого гіпермаркету Ашан в Україні відбулося в Києві, другого — 12 грудня 2008 року у Донецьку.
11 листопада 2009 року, в Запоріжжі відкритий четвертий в Україні гіпермаркет французької мережі Auchan Group, замість гіпермаркету «О'Кей», що припинив свою роботу у липні 2009 року. 
20 січня 2022 року прес-служба «Ашан Рітейл Україна» повідомила про переїзд гіпермаркету «Ашан» з ТРЦ «City Mall» у зв'язку з закінченням терміну дії договорів оренди та нові умови і формат, що були висунуті орендодавцем, які не відповідають планам розвитку компанії.
26 березня 2010 року відбулося відкриття гіпермаркету «Ашан» у Львові.
В 2013 році відбулося відкриття гіпермаркету Ашан в Одесі.
Станом на початок 2023 року в Україні діяли 9 гіпермаркетів.
Під час російського вторгнення в Україну компанія відмовилась зупиняти роботу на російському ринку та приєднатись до бойкоту Росії. Міністр закордонних справ України Дмитро Кулеба закликав світ бойкотувати компанію.

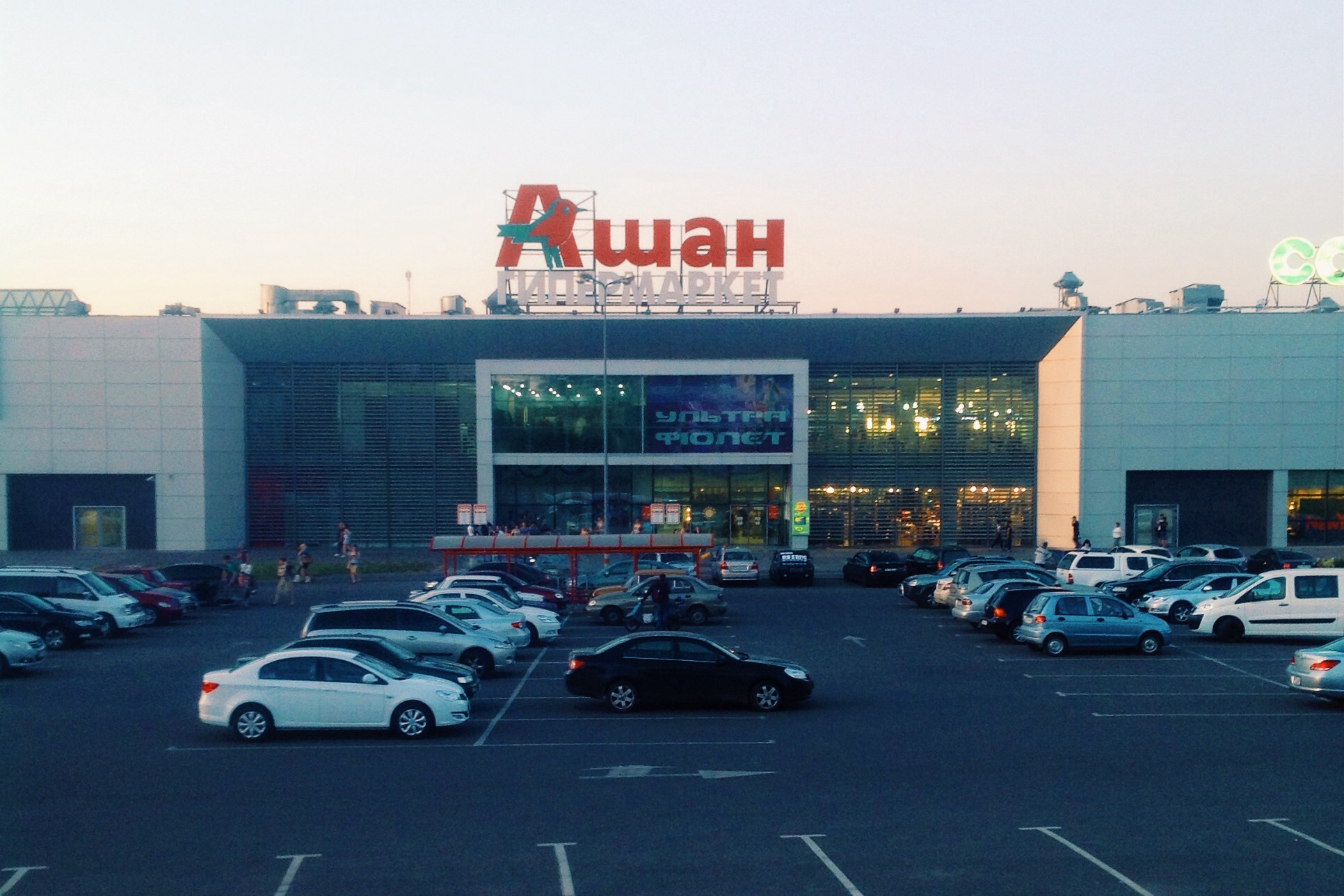
«Ашан» у Кривому Розі (закритий 3 березня 2024 року)

У квітні 2023 року представники компанії заявили про плани відкрити нову мережу магазинів у Росії, подвоївши їхню кількість.
3 березня 2024 року «Ашан» перейшов до онлайн-режиму в містах Запоріжжя та Кривий Ріг та закрив гіпермаркети через закінченням договорів оренди.

## «Auchan» у світі
Станом на 1 липня 2009 року у світі працювало 1214 магазинів Auchan:
| Країна     | Перший магазин | Загальна кількість магазинів | Гіпермаркетів | Супермаркетів |
| Франція    | 1961           | 420                          | 123           | 297           |
| Іспанія    | 1981           | 174                          | 61            | 124           |
| Італія     | 1989           | 325                          | 48            | 277           |
| Португалія | 1996           | 29                           | 31            | 4             |
| Люксембург | 1996           | 3                            | 2             | 1             |
| Польща     | 1996           | 38                           | 70            | 27            |
| Угорщина   | 1998           | 12                           | 12            | —             |
| КНР        | 1999           | 136                          | 136           | —             |
| Тайвань    | 2001           | 15                           | 15            | —             |
| Росія      | 2002           | 56                           | 62            | 193           |
| Румунія    | 2006           | 38                           | 33            | 5             |
| Україна    | 2008           | 30                           | 22            | 8             |
| Сенегал    | 2015           | 19                           | 1             | 18            |
| Всього:    |                | 1293                         | 527           | 766           |

Концепція мікро-магазину «Ашан хвилина» — стала дуже популярна в Китаї. Перший бокс був встановлений навесні 2017 року в Шанхаї, і з того часу кількість «коробок» в цій країні зросла до 700. У 2019 році бокси з'явилися також у трьох французьких містах — Перпіньян, Біарріц та Лімож.

## Розслідування

### Спонсорство тероризму
Під час повномасштабного вторгнення військ РФ до України 2022 року, компанія відмовилась зупиняти роботу в РФ, більш того, російська філія постачала товари російським військовим на тимчасово окупованих територіях України під виглядом гуманітарної допомоги цивільним, також допомагала військкоматам набирати мобілізованих.
23 лютого 2023 року НАБУ додало мережу «Auchan Holding» до переліку міжнародних спонсорів війни. В корпорації заявили, що не знали про участь філії у допомозі військам РФ, а рішення залишитися в Росії аргументували допомогою цивільному населенню.
У середині квітня 2024 року дочірня компанія мережі «Ашан» продала свій бізнес у Росії, завершивши угоду щодо виходу зі своїх активів. Новим власником компанії стала компанія «Торговые галереи».
В жовтні 2024 року Ашан заявив про плани продати свою російську філію через неможливість продовжувати роботу в умовах санкцій ЄС.

### Корупція
З 2020 року Фінансова прокуратура Франції веде розслідування щодо російського підрозділу Auchan за підозрою у корупції, 2020 року в компанії проходили обшуки.